# 乔·费根
乔·费根（英語：Joe Fagan；1921年3月12日—2001年6月30日），英格兰足球运动员、教练员。
费根早年是於小型球會效力的球員，至退役後曾擔任一些小球會教練。1958年他加入英國老牌球會利物浦，為球隊教練。1974年他升任為助教，至1983年才正式成為領隊。費根的成績主要是在助教時獲得。當時他協助利物浦贏得六屆聯賽冠軍和三屆歐冠杯。升任為領隊後承接強勢，贏得了一屆歐冠杯（1984年）。
由於升任領隊時已年逾六十，費根只簽約兩年，外界一般認為他只是過渡人物。1985年5月29日發生希素球場事件，費根向外宣佈正式退休，由陣中名將杜格利殊繼任。
2001年祖費根因長期性疾病逝世，享年80歲。

## 主教练生涯
- ？－1954年：纳尔逊足球俱乐部
- 1954年－1958年：罗奇代尔足球俱乐部
- 1958年－1983年：利物浦足球俱乐部职员
- 1983年－1985年：利物浦足球俱乐部主教练

## 執教成績
- 歐洲聯賽冠軍杯：1983-84